# Storia del Ghana
La costa dell'attuale Ghana (conosciuta come Costa d'Oro dagli europei) è stata una zona di secolari contatti tra africani ed europei. L'interno invece ha visto nascere celebri regni africani come l'Impero ashanti.

## Il nome

Bandiera della colonia britannica della Costa d'Oro

Fin al 1957, anno dell'indipendenza, il paese conosciuto oggi come Ghana era un insieme eterogeneo di territori, abitati da popolazioni diverse e con una storia differente, che sotto il colonialismo inglese erano stati posti sotto un unico governo centrale, con sede ad Accra. Essi comprendevano:
- la Colonia della Costa d'Oro nel sud del paese, proclamata già nel 1874, dopo un periodo di associazione informale tra le popolazioni e il governo britannico.
- La Regione Asante, comprensiva delle attuali regioni Asante e Bono-Ahafo ("Asante" e "Bono-Ahafo" sono i nomi secondo la grafia africana, "Ashanti" e "Brong-Ahafo" invece i termini anglicizzati) annessa come colonia e la regione detta dei Territori del Nord (comprensiva delle attuali Regione nordoccidentale, Regione nordorientale e Regione Settentrionale), annessa come protettorato, nel 1902. La regione Ashanti era la sede del impero omonimo, uno dei più celebri stati africani.
- Il mandato inglese del Togo, assegnato alla Gran Bretagna dalla Società delle Nazioni dopo la fine dell'impero coloniale tedesco nella prima guerra mondiale.

Il termine Costa d'Oro dato alla zona costiera, la più ricca e importante del paese, a causa dei suoi notevoli giacimenti d'oro, passò in epoca coloniale a indicare l'intero territorio dell'attuale Ghana. La colonia era considerata il "fiore all'occhiello" dell'Impero britannico in Africa. 
Ghana era invece il nome di uno dei più antichi e potenti imperi africani, che in effetti si trovava nel Sudan occidentale. Kwame Nkrumah, primo presidente dell'epoca dell'indipendenza, lo scelse perché sarebbe stato “un'ispirazione per il futuro”.
La storia del Ghana, a differenza di quella di altri paesi africani, è una storia di contatti relativamente produttivi tra europei e africani, anche se non mancarono conflitti e scontri. Lo sviluppo sociale raggiunto dal Ghana oltre all'azione di un leader carismatico, Kwame Nkrumah, gli avrebbe permesso di diventare il primo paese dell'Africa nera a ottenere l'indipendenza. Non tutte le speranze che l'indipendenza del Ghana aveva suscitato si sarebbero però realizzate.

## Il Ghana sotto il colonialismo britannico

### Sistema politico

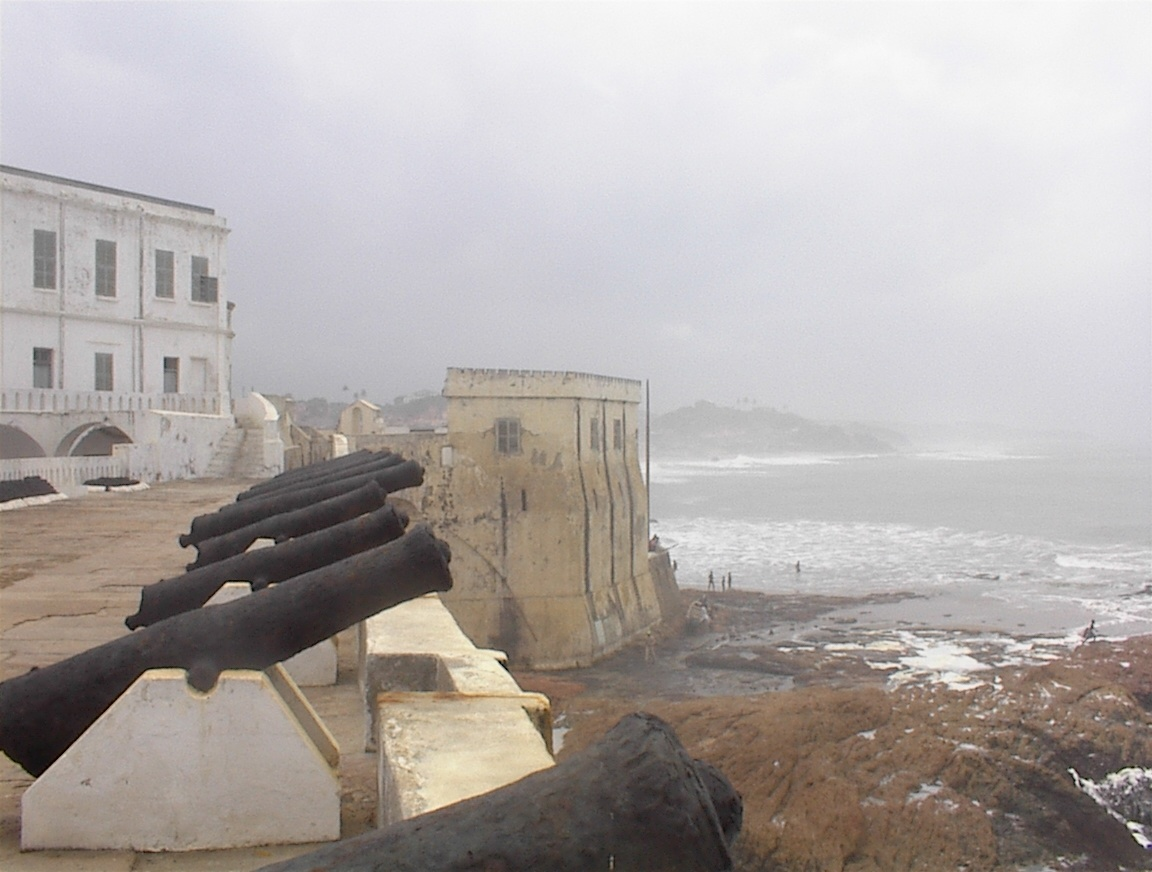
Il castello degli schiavi di Cape Coast

Il governo centrale comprendeva un governatore e due consigli, il Consiglio Esecutivo che coadiuvava il governatore nelle sue funzioni di governo e il Consiglio Legislativo che doveva discutere ed approvare, oltre a leggi e ordinanze, anche il bilancio del paese. In entrambi i consigli la partecipazione della popolazione locale per molto tempo fu limitatissima, se non del tutto assente. Il Consiglio Esecutivo fino al 1942, anno in cui in risposta alle pressioni popolari il governatore Alan Burns nominò due membri africani, era interamente composto da funzionari europei. Nel Consiglio legislativo i membri elettivi fecero la loro comparsa con la Costituzione promulgata nel 1925 da Sir Frederick Gordon Guggisberg. Tuttavia oltre a costituire solo una minoranza del consiglio (9 su 29) provenivano solo dal sud del paese, l'antica Colonia della Costa d'oro, ed erano per i 2/3 eletti da un consiglio di Capi tradizionali e per 1/3 eletti a suffragio ristretto nelle tre principali città del sud (Accra, Cape Coast e Sekondi). Le altre province non godevano di alcuna forma di rappresentanza. Nel 1946 le continue proteste popolari spinsero il governatore Burns a introdurre una nuova costituzione in cui i membri "elettivi" diventavano 18 su 30 (4 dei quali eletti dai Capi dell'Asante).
A livello locale il paese era governato secondo due sistemi diversi. Accanto ai commissari di distretto nominati dal governatore, le tre città del sud che godevano dei diritti politici e, dal 1946, la capitale dell'Asante, Kumase, avevano dei Consigli Cittadini, per metà nominati dal Governatore e per metà eletti a suffragio ristretto. Nelle altre zone del paese si applicava invece il sistema della Native Administration la cui messa a punto era iniziata nel 1878 ma che aveva preso definitivamente forma sotto Guggisberg nel 1927. Il sistema prevedeva una gerarchia di Capi tradizionali a diversi livelli di autorità che avevano poteri sui tribunali locali in quelle sfere del diritto civile che toccavano più direttamente le consuetudini delle popolazioni indigene (es. questioni di eredità). In cima a questa gerarchia, per ogni Stato tradizionale, stava la Native Authority, composta dal Capo supremo di quello Stato e dai suoi diretti sottoposti che affiancava il commissario di nomina governativa. Questo meccanismo incontrava ovviamente dei problemi quando non era possibile individuare in una certa zona o presso una certa popolazione un'autorità centrale in grado di avere un effettivo controllo. Nel nord del Ghana le frontiere coloniali avevano diviso alcuni regni tradizionali, i cui Capi si trovavano perciò fuori dal territorio inglese. Di conseguenza i tentativi degli amministratori coloniali di costringere le popolazioni di questa zona a fondersi in un unico regno e ad accettare la leadership di un Capo sentito come estraneo incontrarono resistenza e difficoltà. Inoltre nel 1944 il sistema della Native Administration fece un significativo passo indietro: un'ordinanza infatti stabilì che la Native Authority fosse nominata dal governo e che questo avesse il potere di annullarne gli atti o di costringerla a passare altri atti.
In generale si può dire che, tanto a livello centrale che a livello locale, la filosofia del colonialismo britannico di servirsi delle autorità tradizionali per governare un territorio aveva nel caso del Ghana un grosso limite. Restavano infatti escluse dal potere politico le nuove classi sociali che secoli di contatti con gli europei avevano prodotto: intellettuali, liberi professionisti, commercianti, i cosiddetti commoners. Paradossalmente questa borghesia colta che aveva abbracciato alcuni valori europei e che rappresentava la parte più moderna e dinamica della società ghanese maggiormente sensibile al problema della partecipazione democratica, si trovava a non avere voce in capitolo; il sistema della Native Administration, nonostante avesse lo scopo dichiarato di far progredire le società indigene, rischiava di risolversi piuttosto in un ritorno al passato. Non è sorprendente che le prime rivendicazioni nazionaliste siano arrivate soprattutto dai “commoners” e che essi vedessero nelle istituzioni tradizionali soprattutto degli strumenti del potere inglese. Un altro difetto del sistema coloniale da sottolineare è che, dando una maggiore rappresentanza al sud più ricco e progredito, finiva per accentuare il divario tra la costa e le zone dell'interno.

### Economia e società

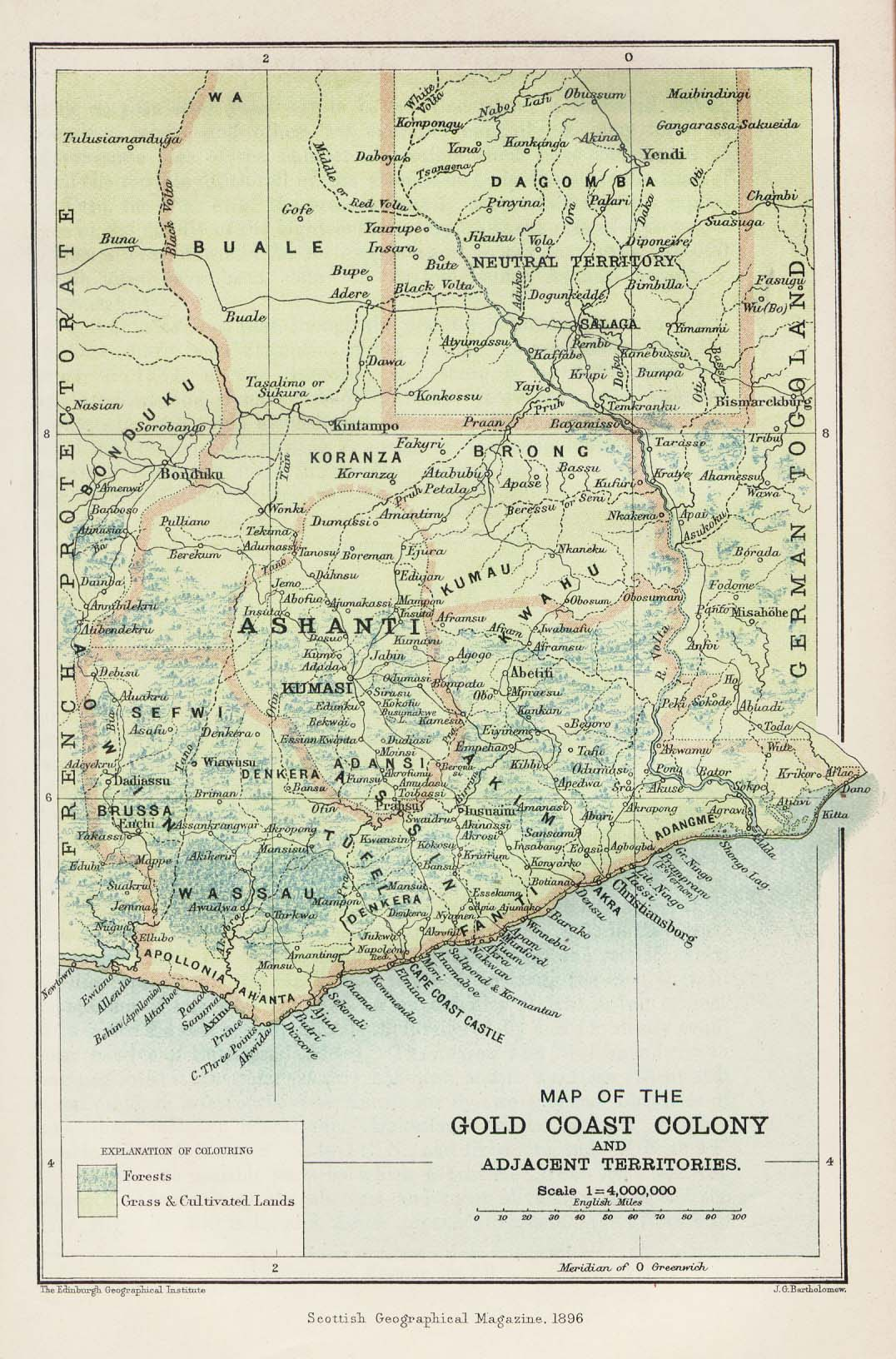
Mappa del 1896 della colonia britannica della Costa d'Oro

Il periodo coloniale fu per il Ghana una stagione di sviluppo e innovazioni nel campo della tecnologia, dell'istruzione, dell'economia. Si trattava però di uno sviluppo pensato in rapporto agli interessi del capitalismo europeo, i cui benefici erano ripartiti in maniera diseguale all'interno della società e del territorio. In particolare, dopo la fine della tratta degli schiavi all'inizio dell'Ottocento, i commercianti europei che da secoli erano attivi nell'area chiedevano al paese di procurare nuovi prodotti e materie prime per il “commercio legittimo”. Il commercio tra europei e popolazione locale, così come lo sfruttamento delle risorse naturali da parte delle Compagnie europee, si svolgeva senza interferenze da parte del governo coloniale che si limitava a dare protezione ai capitalisti europei e a costruire le infrastrutture ad essi necessarie.
Soprattutto a partire dalla fine del XIX secolo i commercianti europei cominciarono a creare grandi trusts per avere un potere contrattuale ancora più forte. La polvere d'oro usata come moneta di scambio nella zona dal Settecento in poi venne rimpiazzata dalla valuta prodotta dal governo coloniale, la British West Africa Currency (che manteneva tuttavia la convertibilità con l'oro). Gli europei fondarono banche per procurarsi i capitali necessari, mentre un tentativo di creare una banca africana negli anni Venti si risolse in un fallimento. Proprio la mancanza di istituzioni finanziarie sarà uno dei fattori che impedirà alla popolazione locale di rompere il monopolio europeo del commercio. Uno dei primi prodotti a essere commerciati fu l'olio di palma. La grande risorsa agricola del Ghana divenne però la coltivazione del cacao, introdotta da missionari presbiteriani intorno alla metà del XIX secolo e diffusa in tutto il paese dal 1879 in poi.
Per dare un'idea dell'importanza della coltivazione del cacao del quale il Ghana è il primo produttore mondiale, nel 1951 l'esportazione di cacao copriva i 2/3 del totale delle esportazioni e fatturava 60 milioni di sterline. Il malcontento popolare che precedette l'indipendenza del paese fu causato anche dal diffondersi di un'epidemia delle piante di cacao e dalla politica del governo di distruggere le piante infette senza fornire indennizzi. La coltivazione del cacao in epoca coloniale era infatti praticata quasi esclusivamente dalla popolazione locale, che però doveva vendere i suoi prodotti ai prezzi fissati dai commercianti europei, spesso inferiori a quelli stabiliti dal mercato mondiale. Nel 1946 venne creato un Cocoa Marketing Board con il compito di fissare i prezzi, le cui competenze saranno poi ampliate dall'amministrazione Nkrumah. Altri prodotti da esportazione erano il legname e la gomma grezza.
Importantissime risorse naturali del paese erano e sono i giacimenti minerari, oro e diamanti in primo luogo, ma anche manganese e bauxite. Sebbene i giacimenti di oro e diamanti fossero già conosciuti e sfruttati da molto prima dell'istituzione del governo coloniale inglese, sotto di esso cominciarono ad essere applicati metodi di estrazione industriale. Lo sfruttamento industriale delle miniere d'oro cominciò, dopo una serie di tentativi falliti, nel 1897 con la fondazione della Gold Mine Company, mentre quello dei diamanti iniziò dopo la prima guerra mondiale. Lo sviluppo delle vie di comunicazione iniziò in funzione delle esigenze di sfruttamento economico, per collegare quelle aree dell'interno ricche di risorse naturali con la costa, da dove i prodotti potevano essere messi sulle navi e trasportati verso l'Europa. La costruzione di strade si rivelò particolarmente importante in quanto necessitava di risorse più ridotte e di tempi meno lunghi rispetto a quella delle ferrovie e poteva essere fatta anche da compagnie private. Nel 1890 il governo cominciò ad utilizzare allo scopo i lavori forzati, pratica che andò avanti fino agli anni Venti. Molte delle realizzazioni del governo coloniale nel campo delle infrastrutture, così come in quello dei servizi sociali, furono dovute a Guggisberg, che non a caso era un ingegnere.

## Verso l'indipendenza

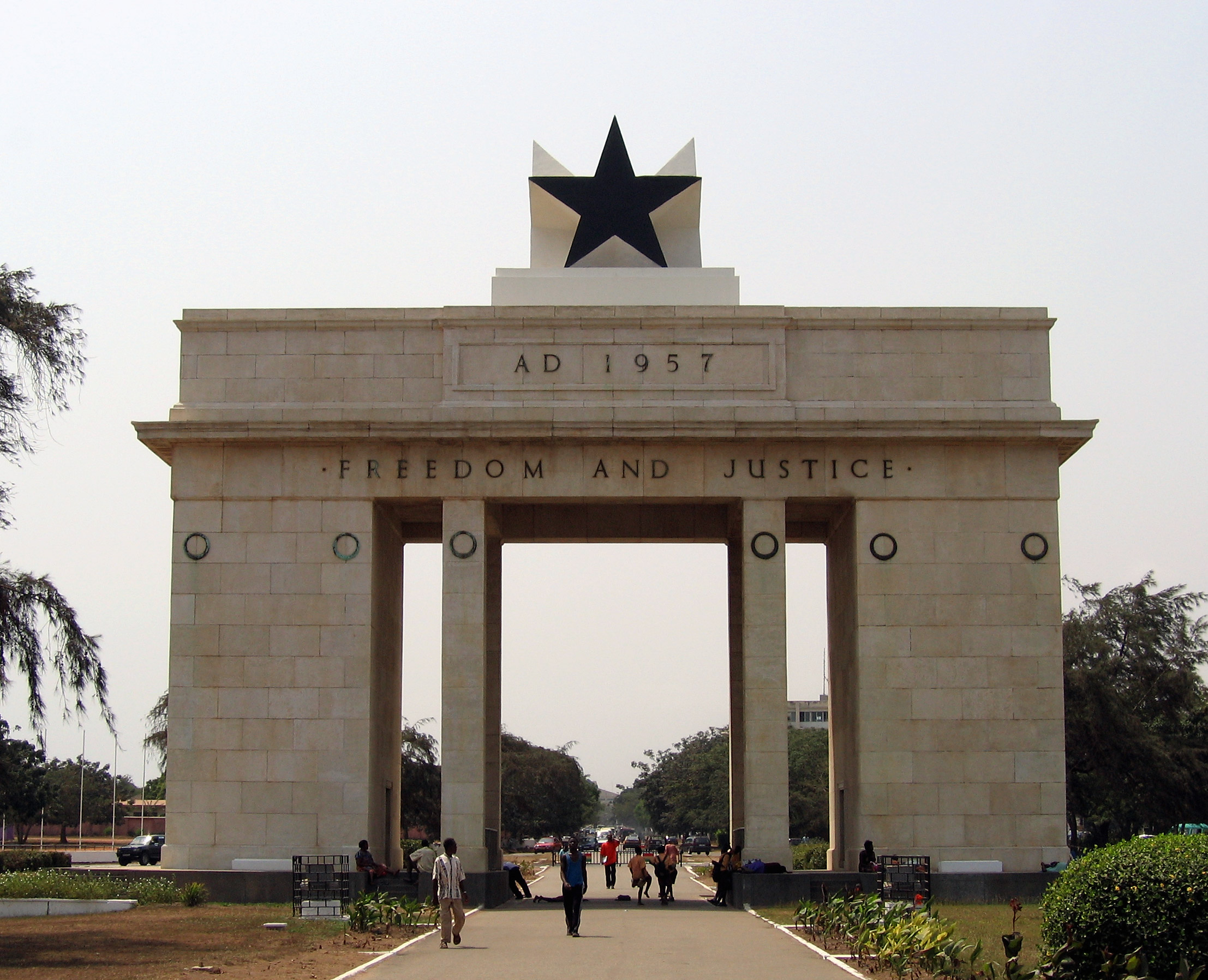
L'arco dell'indipendenza situato ad Accra

Dopo la seconda guerra mondiale la popolazione ghanese cominciò a nutrire sempre più ostilità e insofferenza verso il governo coloniale. Molti ghanesi avevano combattuto nell'esercito alleato e questa esperienza aveva fatto loro prendere coscienza di sé e incrinato il mito della superiorità dell'uomo bianco. Il governo inglese aveva alimentato nei soldati africani aspettative di benessere che non furono soddisfatte, e gli ex-combattenti si trovarono per lo più senza un lavoro e incapaci di reinserirsi nella società, traditi dalle autorità per le quali si erano battuti. La propaganda bellica alleata, con la sua enfasi sulla democrazia e l'autodeterminazione dei popoli, era in contraddizione con lo stato di soggezione delle colonie, e la nuova Costituzione che il Ghana ottenne nel 1946 non andava incontro che in minima parte alle richieste di partecipazione politica della popolazione. Infine a questa situazione, simile a quella di altri paesi sotto il giogo coloniale nello stesso periodo, si aggiungeva in Ghana la fondazione di un cartello di compagnie commerciali europee, l’Association of West Africa Merchants (AWAM), la cui politica di alzare i prezzi dei beni di importazione peggiorò le condizioni della popolazione e tolse ai commercianti locali ogni residuo margine di manovra.
Nel 1947 nacque perciò un partito politico, lo United Gold Coast Convention (UGCC), con lo scopo di combattere questo stato di cose. Il problema dell'UGCC era che i suoi dirigenti provenivano esclusivamente dagli strati sociali più elevati (il presidente del partito, George Alfred Grant, era un direttore di azienda, il vicepresidente J.B. Danqua un illustre avvocato e così via). Il partito aveva bisogno di un segretario a tempo pieno e, dato che nessuno dei suoi esponenti di primo piano era disposto a lasciare il proprio lavoro, la scelta cadde su Kwame Nkrumah, allora in Inghilterra. Nel 1948 la polizia aprì il fuoco su una manifestazione pacifica ad Accra, uccidendo tre persone e ferendone altre. Le agitazioni e i disordini si diffusero in tutto il paese, provocando altri dodici morti e il governo coloniale in risposta arrestò sei dirigenti dell'UGCC, da allora detti “Big Six”, tra cui Nkrumah. La conseguenza degli arresti fu di peggiorare la situazione e di rendere più popolari i leader nazionalisti, che dovettero perciò essere rilasciati. Nello stesso periodo cominciò a diffondersi la malattia delle coltivazioni di cacao e gli agricoltori costretti a tagliare le piante cominciarono ad accusare le autorità di volerli rovinare.
Nel 1949, nella speranza di trovare un compromesso, il governo istituì un comitato presieduto dal giudice Sir James Henley Coussey e composto esclusivamente da africani, per stendere il progetto di una nuova Costituzione. Neanche questo comitato era formato in maniera democratica: dei 35 membri, 23 erano nominati dal governatore e gli altri 16 eletti dai Consigli dei Capi. Tutti i più importanti attivisti dell'UGCC erano coinvolti nel Comitato Coussey tranne Nkrumah, che considerava i componenti del Comitato troppo conservatori. L'11 giugno Nkrumah, che aveva già perso la carica di segretario, ruppe ufficialmente con l'UGCC e il giorno successivo diede vita al Convention People's Party (CPP). Il 9 gennaio 1950 Nkrumah proclamò un grande sciopero con dimostrazioni che coinvolse tutto il paese, detto “Positive Action” (azione concreta). Alcuni tumulti che accompagnarono lo sciopero diedero al governo la scusa per arrestare nuovamente Nkrumah, ma ormai il carcere per motivi politici stava diventando un titolo onorifico.
Nel frattempo il comitato Coussey aveva elaborato le sue proposte e il 1º gennaio 1951 venne promulgata la nuova Costituzione. La Costituzione prevedeva un'Assemblea Legislativa (rigettando la proposta del comitato Coussey di un sistema bicamerale) così composta: 3 membri nominati dal governatore, che facevano anche parte dell'Executive Council, 6 rappresentanti dei commercianti e delle compagnie europee, 37 scelti dai capi tradizionali, 2 eletti nella capitale, altri 3 a Cape Coast, Secondi e Kumase e 33 eletti in collegi elettorali. L'Executive Council sarebbe stato formato dai tre membri europei più otto deputati africani, uno dei quali aveva il titolo di Leader of the Government Business (Capo degli affari di governo), mentre il governatore manteneva quello di Chairman (presidente).
Il CPP criticò la Costituzione, sia perché chiedeva il pieno autogoverno, sia perché ancora una volta si privilegiava la rappresentanza attraverso le élite tradizionali. Nel febbraio 1951 comunque il partito decise di partecipare alle elezioni e il nuovo governatore Sir Charles Arden-Clarke permise a Nkrumah, che era ancora in carcere, di competere per un seggio all'Assemblea. L'esito delle votazioni fu un trionfo per Nkrumah: il CPP conquistò 34 seggi su 38 e il suo leader venne eletto con la più alta percentuale di suffragi. Davanti a questa schiacciante vittoria Alden decise di rilasciare Nkrumah insieme ad altri membri del CPP che erano stati arrestati, e di nominarlo Leader of the government business e, l'anno dopo, Primo ministro. Una delle prime mosse di Nkrumah fu di modificare la Costituzione trasformando l'Assemblea Legislativa in una camera interamente eletta a suffragio universale. Nel 1954 nuove elezioni diedero di nuovo una nettissima vittoria al CPP. L'autogoverno era adesso in parte una realtà, anche se il governatore manteneva il controllo dell'esercito, della polizia e della politica estera. Due problemi però rallentarono il cammino verso la piena indipendenza: l'emergere di patiti regionalisti, in particolare il National Liberation Movement (NLM) nella regione Asante e lo status del Togo sotto l'amministrazione fiduciaria britannica.
Il popolo dell'Asante era scontento del modo in cui i seggi erano stati distribuiti. Molto legato alle proprie istituzioni tradizionali, vedeva con scarso favore la rimozione dei membri eletti dal Consiglio dei Capi. Inoltre Nkrumah e molti dei suoi più importanti collaboratori erano uomini “della Costa”, sentiti come estranei e portatori di un'altra cultura rispetto a quella dell'Asante. Nacque perciò l'NLM, presieduto da Kofi Abrefa Busia, che si batteva per una Costituzione federale e che cominciò scontrarsi in maniera spesso violenta con il CPP, rifiutando i tentativi di compromesso. Per sbloccare la situazione, il governo britannico propose di indire nuove elezioni e che, se la nuova Assemblea avesse votato una mozione in cui si chiedeva l'indipendenza, sarebbe stata accordata. Il CPP vinse ancora una volta a larghissima maggioranza e il parlamento inglese passò la legge che accordava l'indipendenza al Ghana.
Sempre nel 1956 tramite un referendum la popolazione del Togoland britannico manifestò la volontà di unirsi al Ghana indipendente. L'esito del referendum causò scontento tra gli Ewe, una popolazione della zona che era stata divisa dalle frontiere coloniali e che avrebbe preferito la riunificazione con gli altri territori da essa abitati, all'epoca sotto il mandato francese del Togoland. Nel 1957 il ministro delle colonie Alan Lennox-Boyd venne inviato in Ghana come mediatore e il governo Nkrumah e i partiti di opposizione riuscirono finalmente a raggiungere un accordo. Il 7 febbraio 1957 il Ghana Independence Act ricevette la firma della Corona e il 6 marzo 1957 il paese divenne una nazione indipendente in seno al Commonwealth, il Dominion del Ghana. Il nome di Ghana fu scelto in sostituzione di quello europeo di Costa d'Oro.

## Gli anni del governo di Kwame Nkrumah
“Il Ghana è libero per sempre. Tutto il mondo ci sta a guardare”, aveva detto Kwame Nkrumah, fondatore nazionale del Ghana , all'indomani dell'indipendenza. Come primo paese dell'Africa nera ad ottenere l'indipendenza, il Ghana si trovava nella situazione delicatissima di dover “inventare una politica” e di non potersi permettere di sbagliare, perché i suoi fallimenti si sarebbero ripercossi sulle aspettative di tutta l'Africa. Fino al 1960 un rappresentante della Corona inglese aveva ancora il titolo di Capo di Stato onorifico: proprio in quell'anno il Ghana fu proclamato una repubblica e Nkrumah venne eletto presidente battendo J.B. Danqua che si presentava come candidato dell'opposizione: aveva nelle sue mani sia il ruolo di simbolo dell'unità della nazione che quello di capo dell'esecutivo.

### La politica economica e sociale

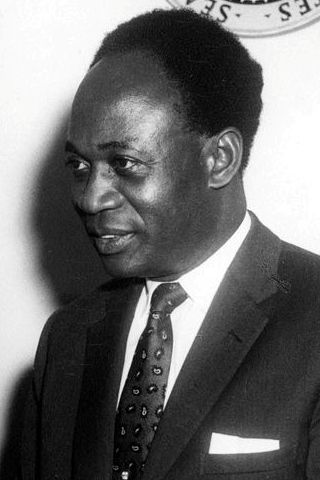
Kwame Nkrumah

Uno dei primi obiettivi del governo Nkrumah fu quello di promuovere lo sviluppo del paese in modo che le sue risorse potessero usate per migliorare il benessere della popolazione, e non solo per produrre beni da esportare nei paesi sviluppati, come accadeva sotto il sistema coloniale. Era necessario che il Ghana diventasse meno dipendente dalle importazioni straniere e che il monopolio che le compagnie europee avevano detenuto in epoca coloniale in settori chiave come lo sfruttamento delle risorse naturali e il commercio venisse infranto. Il paese si dotò di una propria moneta, il Cedi, e di proprie istituzioni finanziarie come la Banca del Ghana o la Banca Commerciale Ghanese. Un Ghana National Trade corporation segnò l'ingresso dello Stato nell'ambito del commercio. Nkrumah, che si definiva socialista, creò un sistema economico misto in cui il forte interventismo statale non cancellava il ruolo dei privati. Nei primi anni dell'autogoverno il paese si trovava in condizioni economiche favorevoli, grazie alle consistenti riserve in moneta straniera, al basso debito estero e alla salita del prezzo del cacao sul mercato mondiale, che permisero di mettere a segno significativi successi. Venne varato un piano quinquennale da 120 milioni di £ per lo sviluppo e i servizi sociali.
Il primo settore da riorganizzare era quello agricolo: fino ad allora, nonostante l'ambiente favorevole, il Ghana non aveva raggiunto l'autosufficienza alimentare. Ovviamente pur cercando di diversificare le coltivazioni il governo non poteva trascurare la grande risorsa del paese: il cacao. La politica del governo coloniale di distruggere le piante di cacao malate venne mantenuta ma allo stesso tempo vennero corrisposti indennizzi e incentivi agli agricoltori. Le competenze del Cocoa Marketing Board vennero accresciute. Per rompere il monopolio delle compagnie straniere venne creato un ente statale che acquistava il cacao a prezzi fissi: quando questo prezzo era inferiore a quello di mercato i profitti venivano utilizzati per finanziare importanti progetti sociali. Fu incoraggiata l'introduzione di nuove colture e l'allevamento, cercando allo stesso tempo di modernizzare il settore attraverso la diffusione della tecnologia e della formazione professionale. Per dare la possibilità alla popolazione di procurarsi i fondi necessari venne creata una banca dell'agricoltura. Il CPP aveva una serie di organizzazioni collaterali agricole, come lo United Farmers Council o la Workers Brigade.
Il governo espanse il suo controllo anche sull'estrazione e lo sfruttamento delle risorse naturali, in particolare quelle minerarie come l'oro e i diamanti, che vennero di solito messe nelle mani di compagnie nazionalizzate o capitale misto pubblico-privato. Uno dei problemi più complessi era la creazione di un'industria manifatturiera, che era stata del tutto trascurata in epoca coloniale. Il governo cercò di rispondere a questa sfida creando imprese gestite dallo stato e adottando una politica di incentivi e sgravi fiscali per quelle industrie che producevano beni di prima necessità. Anche in questo caso venne creata una Industrial Development Bank e un Capital Investment Board, incaricati di promuovere lo sviluppo del settore.
Per fare fronte alle necessità energetiche che l'industrializzazione imponeva, Nkrumah si lanciò in uno suoi progetti più ambiziosi: una grande diga presso Akosombo, sul fiume Volta, i cui impianti idroelettrici avrebbero fornito al paese energia elettrica a basso costo mentre il grande lago artificiale avrebbe avuto un impatto positivo sulla pesca e l'irrigazione. Per realizzare la diga il presidente fu costretto a chiedere aiuti stranieri, in particolare americani, ma riuscì comunque a finanziare il progetto per il 50% con capitali nazionali. La diga venne inaugurata nel gennaio 1966, appena un mese prima della caduta di Nkrumah. Un altro imponente progetto del governo fu la creazione di un secondo porto artificiale presso una città industriale costruita anch'essa dal nulla: Tema, a 20 km da Accra. I trasporti e le comunicazioni furono potenziati ed espansi.
Parallelamente allo sviluppo economico, il regime di Nkrumah cercò di promuovere quello dei servizi sociali. Venne varato un Accelerate Development Plan of Education e i progressi furono impressionanti: se nel 1951 c'erano nel paese 1.053 scuole elementari per un totale di 153.360 iscritti, nel 1961 le scuole erano 8.144 e gli iscritti 1.137.495. Nacquero due nuove università a Kumase e a Cape Coast, in aggiunta all'università di Accra. Venne posta attenzione anche sull'istruzione degli adulti: vennero organizzati non solo corsi in cui si insegnava a leggere e scrivere ma anche corsi di economia, storia, geografia, letteratura etc. Il governo si proponeva di creare un sistema educativo che non fosse finalizzato, come accadeva in epoca coloniale, solo a formare quadri per l'amministrazione, ma anche i tecnici e le figure professionali necessarie a un paese che voleva modernizzarsi. Particolarmente urgente era diffondere la preparazione nell'ambito della medicina: vennero create una scuola ad Accra e una facoltà di farmacia a Kumase a questo scopo. Il governo Nkrumah aveva non solo ampliato gli ospedali dell'epoca coloniale, ma anche costruito nuovi ospedali, sia nelle città (Kumase, Sekondi) sia nei centri rurali, fino ad allora tagliati fuori dai principali servizi sociali. Altre iniziative per promuovere il benessere della popolazione furono la creazione di enti di edilizia popolare per far fronte alla massiccia urbanizzazione e l'estensione alle campagne della rete idrica e dell'energia elettrica.
Nel complesso, nel periodo che va dalla conquista dell'autogoverno nel 1951 alla caduta di Nkrumah, il Ghana fece senza dubbio straordinari passi in avanti. Ma i programmi di sviluppo imposero anche un peso alle finanze del paese che, unito agli sprechi che l'eccessiva ambizione del presidente generò e alla diffusione della corruzione, si rivelò a un certo punto insostenibile. Dal 1954 in poi il prezzo del cacao aveva cominciato a scendere, con inevitabili effetti negativi sull'economia del paese. Il deficit della bilancia dei pagamenti aumentava e l'inflazione assunse proporzioni massicce negli ultimi anni del governo Nkrumah.

### La politica estera
Nkrumah promosse una politica estera ambiziosa, che mirava a fare del Ghana uno dei paesi-guida dell'Africa negli anni della decolonizzazione e a promuovere un'unione di tipo federale tra gli stati africani. Negli anni immediatamente successivi all'indipendenza il Ghana ospitò una serie di conferenze di portata continentale: la più importante, nel 1958, fu la prima conferenza degli Stati Africani Indipendenti. Nello stesso anno si tenne una conferenza a cui parteciparono i movimenti nazionalisti che stavano lottando per la libertà dei loro paesi. Nel 1959 fu la volta di un incontro dei sindacati africani e nel 1960 un altro vertice di capi di Stato discusse alcuni dei problemi politici più urgenti che investivano il continente.
Nel frattempo nel 1958 il Ghana si offrì di aiutare la Guinea che, avendo rifiutato di entrare nella Comunità progettata da De Gaulle, si era trovata isolata e privata dei sostegni francesi. Nel novembre i due paesi tentarono anche di instaurare una federazione che restò più che altro sulla carta e si sciolse poco dopo. La politica estera di Nkrumah non fu però coronata da successo e i costi che imponeva al paese contribuirono ad alienare al presidente l'appoggio della popolazione.

### Le violazioni delle libertà civili e politiche
Il sempre maggior distacco tra il popolo del Ghana e Kwame Nkrumah fu dovuto anche alla piega autoritaria che la sua politica interna aveva preso. I primi provvedimenti che restringevano le libertà politiche nel paese furono una risposta alle agitazioni regionaliste e secessioniste che avevano accompagnato l'indipendenza: il Deportation Act, che permetteva di espellere dal paese i cittadini stranieri che sostenessero e finanziassero le opposizioni e l’Avoidance of Discrimination Act, entrambi del 1957. Questa ultima legge vietava i partiti su base regionale o tribale e fece sì che le opposizioni si unissero in uno United Party (UP), guidato dai leader dei due principali partiti regionalisti, Busia del NLM e Dombo del Northern People's Party (NPP). Ma il vero colpo alla libertà di opposizione venne dal Preventive Detention Act del luglio 1958, che permetteva di incarcerare per un periodo non superiore a cinque anni, sulla base di semplici sospetti, chi fosse accusato di azioni contro la sicurezza del paese.
Il Preventive Detention Act fu varato in una situazione di tensione, nel timore che gruppi di opposizione stessero progettando un colpo di Stato. Ma negli anni seguenti invece di essere abrogato fu rafforzato, e ne furono vittime anche protagonisti della lotta per l'indipendenza, come gli ex dirigenti dell'UGCC Danqua e Obetsebi-Lamptey, che morirono in carcere, oltre a esponenti dello stesso CPP. Gli atti terroristici contro il governo aumentarono anziché diminuire. Nkrumah stesso sfuggì per un soffio a due attentati. Nel 1964 Nkrumah, tramite un referendum, fece proclamare il CPP, di cui aveva assoluto controllo, partito unico del Ghana, e sé stesso presidente a vita.

## Il Ghana dopo Nkrumah

### Una stagione dei colpi di Stato e brevi intermezzi costituzionali
La conseguenza di questa situazione di disagio fu che il 24 febbraio 1966, mentre Nkrumah era impegnato in una missione di pace ad Hanoi, l'esercito e la polizia annunciarono la sua estromissione dal potere, la sospensione della Costituzione e la formazione di un governo militare provvisorio. Non ci fu praticamente resistenza. La giunta militare che aveva estromesso Nkrumah, dichiarò di voler restaurare, dopo una fase di transizione guidata da un Consiglio di Liberazione Nazionale (NLC), un governo civile e democratico. Nel 1969 in effetti il Ghana vide il ritorno delle elezioni libere (Seconda Repubblica). A vincere fu il Progress Party, guidato da Kofi Busia, il vecchio oppositore di Nkrumah, che poco dopo divenne primo ministro. Il posto di capo dello Stato fu invece occupato dall'ex giudice Edward Akufo-Addo, uno dei "Big Six", i sei dirigenti dell'UGCC che erano stati arrestati durante la lotta contro il governo coloniale.
Il governo, che voleva preservare le libertà democratiche, si trovava però a fare i conti con una grave crisi economica. Nel 1971 Busia intraprese una politica di svalutazione della moneta ma non riuscì a controllare l'aumento dell'inflazione. Il partito al potere perse l'appoggio della popolazione e nel 1972 si ebbe un secondo colpo di Stato incruento, guidato dal generale Ignatius Kutu Acheampong, che istituì un Consiglio Nazionale di Salvezza, quasi interamente composto da militari. Il Consiglio fece promesse di sviluppo economico, ma nei fatti il malgoverno aumentò e la corruzione divenne rampante.
Nel 1977 Acheampong annunciò una serie di riforme politiche che avrebbero rafforzato il suo potere personale. Lavoratori e studenti lanciarono scioperi e dimostrazioni contro il governo, fino a che nel luglio 1978 Acheampong venne fatto arrestare da uno dei suoi collaboratori, il tenente generale Frederick William Kwasi Akuffo, che lo sostituì come capo dello Stato e del governo militare. Akuffo promise il ritorno a un regime civile e democratico ma non riuscì a tenere sotto controllo i problemi economici e i militari corrotti. Nel 1979 venne rovesciato e giustiziato, insieme ad Acheampong e ad altri alti ufficiali, da un gruppo di ufficiali di grado inferiore, uniti nell'Armed Forces Revolutionary Council (AFRC) e capeggiati dal tenente dell'aviazione Jerry Rawlings. L'AFRC cercò di risolvere il problema della corruzione con le maniere forti, creando tribunali speciali che giudicavano sommariamente e condannavano a lunghe pene detentive gli ufficiali e i funzionari civili sospettati di malgoverno.
Dovette però accettare la Costituzione democratica proposta da Akuffo e permettere che si tenessero elezioni nel settembre del 1979 (Terza Repubblica). Il People's National Party (PNP), che vinse 71 dei 140 seggi, e il suo candidato e nuovo presidente, Hilla Limann, un diplomatico di carriera, si richiamavano all'eredità di Nkrumah. Il nuovo governo rispettò le regole democratiche e i diritti umani ma non riuscì a migliorare la situazione economica del paese e l'aumento delle disuguaglianze sociali. Nel 1981 Rawlings, che continuava a controllare le redini del paese, abolì la democrazia e istituì un Consiglio Nazionale di Difesa, presieduto da lui stesso.
Nei primi anni Novanta il Ghana vide una ripresa degli scontri tribali nel nord del paese, ai confini con il Togo, tra il raggruppamento dei Konkomba e quello dei Nanumba (1994). Si è trattato comunque di episodi di poco conto, che non hanno nulla a che vedere con le disastrose guerre civili che hanno gettato nel caos altri paesi dell'Africa occidentale (Sierra Leone, Liberia).

### Il ritorno della democrazia
Nel 2000, con la fine dell'influenza di Rawlings sulla vita politica del paese, il Ghana è tornato alla democrazia. Le elezioni libere hanno visto la vittoria di John Kufuor e del suo NPP (New Patriotic Party). Kuofor ha mantenuto la sua promessa di non interferire nella libertà della stampa e dei media; secondo l'ONG Reporter senza frontiere, il Ghana gode di un'ampia libertà di stampa, inusuale per i paesi dell'area, e le testate giornalistiche indipendenti non sembrano subire pressioni di alcun genere. Numerosi ex collaboratori di Rawlings (tra cui la moglie) sono sotto processo per presunte violazioni dei diritti umani. Lo stesso ex dittatore è stato chiamato a testimoniare lo scorso febbraio sull'omicidio di un militare e di tre giudici avvenuto il 30 giugno 1982.
Nei suoi quattro anni di governo, Kufuor ha intrapreso azioni volte a migliorare la condizione del Ghana ed a ridurre il debito estero e il debito pubblico del paese, entrando nel 2001 nell'ambito del progetto di risanamento economico promosso dal Fondo Monetario Internazionale e dalla Banca Mondiale. I risultati sono stati buoni. Secondo la Banca Mondiale il Ghana risulta essere tra i primi all'interno dell'HIPC (Heavily Indebted Poor Countries) ed è uno dei pochi stati africani ad avere le potenzialità per raggiungere gli Obiettivi di sviluppo del Millennio (gli obiettivi primari nella costruzione/ricostruzione della società africana, in particolare la lotta alla fame e all'epidemia di AIDS). Il Ghana può sempre contare sulla sua ricca dotazione di risorse naturali. Una minaccia allo sviluppo del paese viene dai suoi vicini: l'Africa occidentale è una delle regioni più turbolente del pianeta, anche se fino ad oggi la ex Costa d'Oro è riuscita a sottrarsi al contagio della violenza etnica.
Nel 2009, John Atta Mills ha assunto l'incarico di presidente con una differenza di circa 40.000 voti (0,46%) tra il suo partito, il Congresso democratico nazionale, e il Nuovo partito patriottico; per la seconda volta il potere è stato trasferito da un leader legittimamente eletto ad un altro. Il Ghana ha così ottenuto lo status di democrazia stabile.